# Vladimír Komňacký

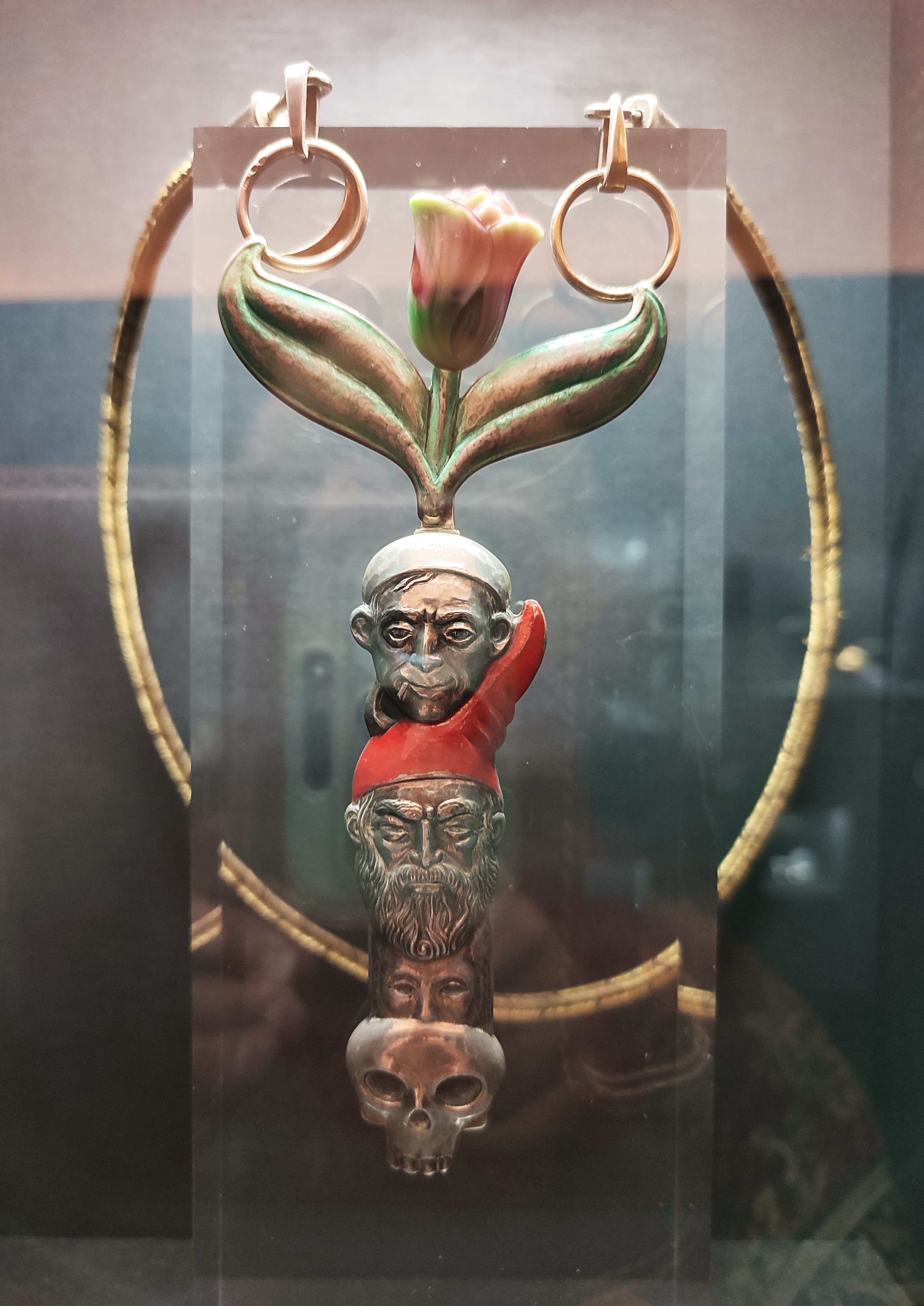
Náhrdelník, 2022

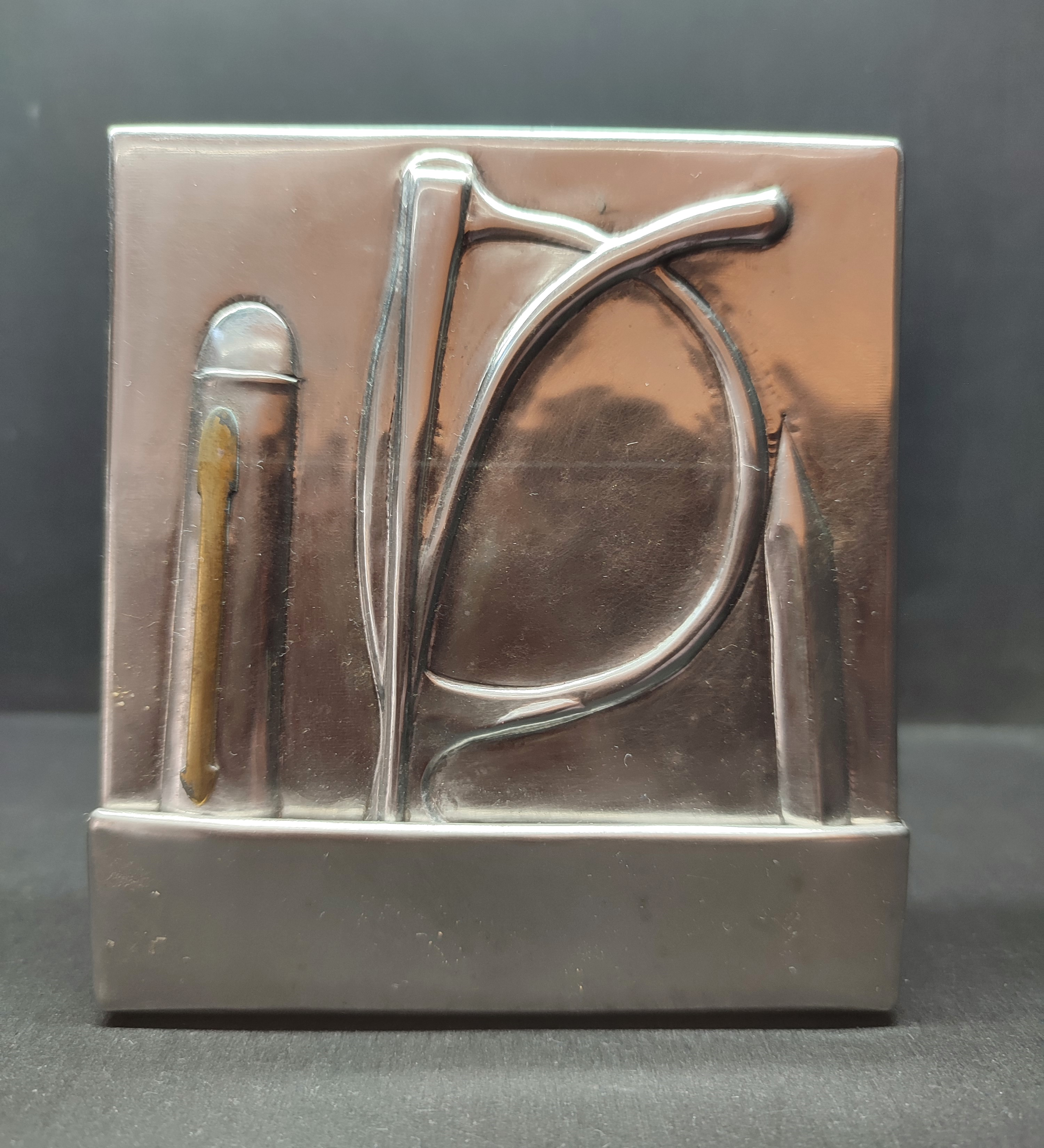
Tabatěrka

Vladimír Komňacký (* 20. září 1958 Jablonec nad Nisou) je český šperkař, malíř, restaurátor a pedagog. Věnuje se především autorské a zakázkové tvorbě šperků a drobných užitných předmětů, malbě, restaurování uměleckých děl z kovu a příležitostně také výrobě filmových rekvizit.

## Studium
Podle zdroje:
- 1973–1976 Střední odborné učiliště bižuterní, Jablonec nad Nisou
- 1976–1979 Střední průmyslová škola, Jablonec nad Nisou
- 1979–1985 Vysoká škola uměleckoprůmyslová, Praha, ateliér sklářského výtvarnictví pod vedením Jozefa Soukupa

## Autorská a zakázková tvorba
Ve své tvorbě se zaměřuje především na kovy, ale často pracuje také s netradičními a přírodními materiály a používá tradiční technologie. Pravidelně se účastní samostatných i kolektivních výstav a uměleckých sympozií a jeho dílo je zastoupeno mj. ve sbírkách Uměleckoprůmyslového muzea v Praze, Moravské galerie v Brně, Muzea skla a bižuterie v Jablonci nad Nisou, Severočeského muzea v Liberci, Muzea Českého ráje v Turnově a v řadě soukromých sbírek v České republice a v Rakousku.
Vytvořil řadu filmových rekvizit, například pro filmy Dungeons & Dragons, Shanghai Knights nebo Wanted.
U příležitosti 140. výročí povýšení na město vytvořil pro Jablonec nad Nisou primátorský řetěz s motivem městského znaku.

## Restaurování
Podílel se mj. na restaurování středověkého relikviáře sv. Maura a sochy Merkura na střeše domu v Pařížské ulici v Praze (spolu s ak. soch. Andrejem Šumberou) nebo jantarového oltáříku z Košumberka.

## Pedagogická činnost
Od roku 1987 působí na Střední uměleckoprůmyslové škole v Jablonci nad Nisou.